# Стара Лока
Стара Лока (словен. Stara Loka) је насељено место у општини Шкофја Лока, Горењска регија, Словенија.

## Историја
До територијалне реорганизације у Словенији била је у саставу старе општине Шкофја Лока.

## Становништво
У попису становништва из 2011. године, Стара Лока је имала 830 становника.
| Број становника према пописима | Број становника према пописима | Број становника према пописима | Број становника према пописима | Број становника према пописима | Број становника према пописима | Број становника према пописима | Број становника према пописима | Број становника према пописима |
| ------------------------------ | ------------------------------ | ------------------------------ | ------------------------------ | ------------------------------ | ------------------------------ | ------------------------------ | ------------------------------ | ------------------------------ |
| 1869                           | 1900                           | 1931                           | 1961                           | 1971                           | 1981                           | 1991                           | 2002                           | 2011                           |
| 500                            | 485                            | 451                            | 748                            | 1.549                          | 1,499                          | 599                            | 808                            | 830                            |

Напомена: Године 1984. и 1985. умањено за делове насеља који су припојени насељу Шкофја Лока.

## Галерија
- поглед на Шкофју Локу, односно до њених периферних насеља Стара Лока са римокатоличком црквом „Свети Јуриј“ у центру и Подлубником у позадини; у даљини брдо Лубник (1.025 м надморске висине)
- крст и табла на улазу у насеље